# Yves Piétrasanta
Yves Piétrasanta (n. 19 august 1939, Mèze, Sète Agglopôle Méditerranée⁠(d), Franța – d. 28 mai 2022, Mèze, Sète Agglopôle Méditerranée⁠(d), Franța) a fost un om politic francez, membru al Parlamentului European în perioada 1999-2004 din partea Franței. 